# Železne Dveri
Železne Dveri so naselje v Občini Ljutomer.
Razloženo naselje leži na slemenu na nadmorski višini med 220 m in 313 m in je izrazito vinogradniško. Od Ljutomera je oddaljeno 2 km in je poleg Jeruzalema najbolj znano vinogradniško področje. Od Gresovščaka ga na vzhodu delita potok in cesta, na zahodu leži Radomerščak. Skozi kraj poteka tako imenovana vinska cesta Ljutomersko-ormoških goric. Vso severno stran Železnih Dveri pokriva listnat gozd (Zidovsko bukovje, Pod zidom).
Naselje je dobilo ime po veliki zidanici oz. vinogradniškem dvorcu benediktinskega samostana v Admontu - Abtov zid ali Železne dveri. Zgradba je bila lep primer baročne vinske pristave. Imela je tloris v obliki črke L in je bila enonadstropna. Zgrajena je bila iz opeke, okenske in vratne obrobe so bile iz kamna. Imela je obokane kleti. Prvotno obliko pristave kaže Vischer ob koncu 17. stoletja. Večina vinogradov je stala že leta 1300. Dvorec se je oktobra 2023 v celoti porušil.
Vinogradi ležijo na južni in jugozahodni strani, na severni strani pa so bili spremenjeni v sadovnjake. Zelo malo je njiv, predvsem v nižjih legah.
Kraj je znana izletniška točka z lepim razgledom na Mursko polje in bližnjo vinorodno okolico.